# Liste des cathédrales du Rio Grande do Norte
Cet article recense les cathédrales du Rio Grande do Norte au Brésil.

## Généralités
Du point de vue de l'Église catholique, l'État de Rio Grande do Norte est administré par un archidiocèse et deux diocèses. Au total, l'État compte trois cathédrales.

## Liste
| Édifice                            | Ville   | Juridiction  | Coordonnées                       | Illus. |
| ---------------------------------- | ------- | ------------ | --------------------------------- | ------ |
| Sainte-Anne (pt)                   | Caicó   | Caicó (pt)   | 6° 27′ 29″ sud, 37° 05′ 34″ ouest |        |
| Sainte-Lucie (pt)                  | Mossoró | Mossoró (pt) | 5° 11′ 32″ sud, 37° 20′ 29″ ouest |        |
| Notre-Dame-de-la-Présentation (pt) | Natal   | Natal        | 5° 47′ 17″ sud, 35° 12′ 13″ ouest |        |